# Centrisola
Centrisola war eine Gemeinde in der italienischen Provinz Bergamo. Sie entstand 1927 aus dem Zusammenschluss der beiden Gemeinden Chignolo d’Isola und Madone. Sie erhielt ihren Namen aufgrund ihrer zentralen Lage in der Isola bergamasca.
In der Gemeinde lebten 2412 Einwohner (Stand: 1936). 1947 wurde sie aufgelöst und die beiden Gründungsgemeinden erhielten ihre Eigenständigkeit zurück.